# Klaus Peeck
Klaus Peeck (* 21. November 1947 in Hamburg) ist ein deutscher Schauspieler.

## Leben
Klaus Peeck wurde 1947 in Hamburg geboren, wo er von 1970 bis 1973 seine Schauspielausbildung an der Hochschule für Musik und Darstellende Kunst in Hamburg absolvierte 1973 verließ er seine Heimatstadt, um u. a. in Hannover, Krefeld, Bonn und Wiesbaden Theater zu spielen. Seit 1988 hat er in mehr als 80 Film- und Fernsehproduktionen mitgespielt und war Sprecher für ZDF, 3sat und Arte.

## Filmografie (Auswahl)
- 1987: Die Schwarzwaldklinik – Steinschlag
- 1994: Unter uns
- 1996: Tatort: Schneefieber
- 1996: Wie Pech und Schwefel
- 1997: SK-Babies
- 1997: Kurklinik Rosenau
- 1997: Zerschmetterte Träume
- 1998: Der Clown – Das Duell
- 1998: Alarm für Cobra 11 – Die Autobahnpolizei – Im Nebel verschwunden
- 1998: Ich schenk dir meinen Mann
- 1998: Schwarz greift ein
- 1998: Stadtklinik
- 1998–2007: Ein Fall für zwei (9 Episoden)
- 1999: Die Kommissarin – Rattenstall
- 1999: Die Fallers – Eine Schwarzwaldfamilie
- 2000: Die Wache
- 2000: Der Fahnder
- 2000: Ich schenk Dir meinen Mann 2
- 2000: Tatort: Die kleine Zeugin
- 2001: Doppelter Einsatz
- 2001: Die Kumpel – Kopfgeld
- 2001: Kolle – Ein Leben für Liebe und Sex
- 2001: Weil ich gut bin!
- 2001–2005: Verbotene Liebe
- 2002: Lindenstraße – Falsche Hoffnungen
- 2003: Mit einem Rutsch in Glück
- 2003: Krista – Elterntag
- 2003: Alphateam – Die Lebensretter im OP
- 2004: Ein Baby für dich
- 2004: Der Elefant – Mord verjährt nie – Frau Sandmanns Glück
- 2004: Mein Leben & Ich – Rebellen
- 2004: Ohne Worte
- 2005: Alles Atze – Lockere Geschäfte
- 2005: Die Rettungsflieger – Sternzeichen
- 2006: Die Familienanwältin – 20 Minuten
- 2006: Wenn du mich brauchst
- 2006: Alles was zählt
- 2006: Die Spezialisten
- 2006: Alice
- 2006: Das Beste an Deutschland
- 2006: Die Brille
- 2006–2007: Ein Fall für zwei
- 2007: Tatort: Tödlicher Einsatz
- 2007: Da kommt Kalle – Fair Play
- 2007: Der Besuch
- 2008: Alarm für Cobra 11
- 2008: Küstenwache – Unter Schock
- 2008: Tatort: Häuserkampf
- 2008: Johana Nukaris Wissen über die vierte Macht
- 2009: Da kommt Kalle – Der Neue
- 2009: Der Landarzt – Gnade vor Recht
- 2009: Die Fallers – Eine Schwarzwaldfamilie
- 2009: Tatort: Schiffe versenken
- 2010: Rosa Roth – Das Angebot des Tages
- 2009: SOKO Wismar – Eigenheim
- 2009: Rheinische Untiefen
- 2010: Rote Rosen
- 2010: 8 Uhr 28
- 2010: Tatort: Borowski und eine Frage von reinem Geschmack
- 2011: Unter anderen Umständen – Mord im Watt
- 2011: Beate Uhse – Das Recht auf Liebe
- 2012: Morden im Norden
- 2012: Wege zum Glück
- 2014, 2018: Großstadtrevier
- 2017: SOKO Wismar
- 2019: Fast perfekt verliebt
- 2019: Deutschstunde
- 2019, 2024: SOKO Hamburg: Der Lottokönig, Diagnose Mord
- 2021: Nord Nord Mord – Sievers und die Stille Nacht
- 2022: Fern von Sporki
- 2023: SOKO Leipzig: Mit einem Bein
- 2023: Der Hahn ist tot
- 2023: Glück ist eine Entscheidung
- 2023: Ich will mein Glück zurück
- 2023: Yunan (aka Nothing of Nothing Remains)
- 2024: Friesland – Geisterstunde

## Theater
- 1990: Hedda Gabler (Staatstheater Wiesbaden, Regie: Peter Kuppke)
- 1990: Schade, daß sie eine Hure ist (Schauspiel Bonn, Regie: Jerôme Savary)
- 1991: Komödie der Irrungen (Schauspiel Bonn, Regie: Peter Kuppke)
- 1993: Des Teufels General (Staatstheater Wiesbaden, Regie: Annegret Ritzel)
- 1994: Leben des Galilei (Staatstheater Wiesbaden, Regie: Peter Kuppke)
- 1995: Der Hauptmann von Köpenick (Staatstheater Wiesbaden, Regie: Peter Kuppke)
- 1996: Der Geizige (Staatstheater Wiesbaden, Regie: Gerhard Gerstner)
- 1997: König Lear (Staatstheater Wiesbaden, Regie: Annegret Ritzel)
- 1998: Hanna und ihre Schwestern (Staatstheater Wiesbaden, Regie: Annegret Ritzel)
- 2000: Winter was hard...1939 (Malaika Kusumi Company, Regie: Malaika Kusumi)
- 2001: Toy Story (Malaika Kusumi Company, Regie: Malaika Kusumi)
- 2002: Vater-Kind (Gallus Theater Frankfurt, Regie: Verena Plümer)
- 2010: Brave New Age (Lichthof Theater Hamburg, Regie: Gero Vierhuff)
- 2013: Die Geiselnahme (Hamburger Kammerspiele, Regie:Hans-Christian Müller)
- 2013/2014: Der Hundertjährige der aus dem Fenster stieg und verschwand (Altonaer Theater, Regie: Eva Hosemann)
- 2016: Der Hundertjährige der aus dem Fenster stieg und verschwand (Harburger Theater & Tournee, Julius, Stalin, Regie: Eva Hosemann)